# Elmira Sysdyqowa
Elmira Änuarbekqysy Sysdyqowa (kasachisch Эльмира Әнуарбекқызы Сыздықова; * 5. Februar 1992) ist eine kasachische Ringerin.

## Biografie
Elmira Sysdyqowa gewann bei den Asienmeisterschaften 2014 Bronze und in den zwei darauffolgenden Jahren die Silbermedaille. Bei den Olympischen Spielen 2016 in Rio de Janeiro gewann sie die Bronzemedaille im Halbschwergewicht. Bei den Asienspielen 2018 in Jakarta und bei den Asienmeisterschaften 2018 gewann sie jeweils Bronze. Über die Weltmeisterschaften 2019 gelang ihr die Qualifikation für die Olympischen Sommerspiele 2020 in Tokio.